# HCCI
HCCI (sigla que significa Homogeneous Charge Compression Ignition) é uma forma de motor de combustão interna no qual a mistura ar-combustível é comprimida e esquentada ao ponto da auto-ignição.
A ignição por compressão de carga homogénea (HCCI) é uma forma de combustão interna na qual o combustível e oxidante (tipicamente ar) bem misturados são comprimidos até o ponto de auto-ignição. Como em outras formas de combustão, esta reação exotérmica libera energia que pode ser transformada em trabalho e calor em um motor.
HCCI combina características de motores a gasolina convencionais e motores a diesel. Os motores a gasolina combinam carga homogênea (HC) com ignição por faísca (SI), abreviada como HCSI. Os motores a diesel combinam carga estratificada (SC) com ignição por compressão (IC), abreviada como SCCI.
Como no HCSI, o HCCI injeta combustível durante o curso de admissão. No entanto, em vez de usar uma descarga elétrica (faísca) para inflamar uma porção da mistura, o HCCI aumenta a densidade e a temperatura por compressão até que toda a mistura reaja espontaneamente.
O SCCI (diesel) injeta combustível durante o curso de compressão. A combustão ocorre na fronteira do combustível/ar, produzindo maiores emissões, mas permitindo uma queima pobre e de alta compressão, produzindo maior eficiência. Os projetos HCCI conseguem emissões de motores a gasolina com eficiência parecida com motores diesel. Os motores HCCI atingem níveis extremamente baixos de emissões de óxido de nitrogênio (NOx) sem catalisador.
Devido ao HCCI operar em misturas pobres, a temperatura de pico é muito menor do que encontrou em SI e motores diesel. Esta baixa temperatura de pico reduz a formação de NOx, mas também leva a combustão incompleta de combustível, especialmente perto paredes de câmara de combustão. Isto produz emissões relativamente elevadas de monóxido de carbono e hidrocarbonetos. Um catalisador oxidante pode remover estes elementos, porque o escape ainda é rico em oxigênio.
Em uma pré-detonação (batida de pino) uma parte da mistura de reagentes pode acender por compressão à frente de uma frente de chama; no processo de ignição no HCCI a ignição em motores HCCI ocorre devido à compressão do pistão mais ou menos simultaneamente na maior parte da carga comprimida. Pouca ou nenhuma diferença de pressão ocorre entre as diferentes regiões do gás, eliminando qualquer onda de choque e batida de pino. Contudo, a cargas elevadas (isto é, relações elevadas de combustível/ar), a batida é uma possibilidade mesmo em HCCI.
Quanto a potencia, em motores HCCI o aumento da razão combustível / ar resulta em pressões de pico mais elevadas e taxas de libertação de calor. Esse fato torna o aumento de potencia dos motores HCCI desafiador. Uma maneira de contornar é executar o motor no modo HCCI apenas em condições de carga parcial e executá-lo como um motor diesel ou SI em condições de carga mais elevadas.

## Vantagens
- Uma vez que os motores HCCI operam com misturas pobres, eles podem operar a taxas de compressão do tipo diesel (> 15), obtendo assim 30% mais de eficiência do que os motores convencionais de gasolina SI.

- A mistura homogênea de combustível e ar leva a combustão mais limpa e menores emissões. Como as temperaturas de pico são significativamente mais baixas do que em motores SI típicos, os níveis de NOx são quase insignificantes. Além disso, a técnica não produz fuligem.

- Os motores HCCI podem operar com gasolina, diesel e a maioria dos combustíveis alternativos.

- HCCI evita perdas de aceleração, o que melhora ainda mais a eficiência.

## Desvantagens
- Alcance da capacidade de arranque a frio.

- Alta liberação de calor e aumento das taxas de compressão contribuem para o desgaste do motor.

- A ignição é difícil de controlar, ao contrário do caso de ignição em SI e motores diesel, que são controlados por velas de ignição e injetores de combustível em cilindro, respectivamente.

- Os motores HCCI têm uma pequena faixa de potência, limitada a cargas baixas por limites de inflamabilidade e cargas elevadas por restrições de pressão no cilindro.

- Sem utilização de catalisadores, as emissões de monóxido de carbono (CO) e de hidrocarboneto (HC) são superiores a um motor típico de ignição por faísca, causado pela oxidação incompleta (devido ao evento de combustão rápida e temperaturas baixas no cilindro).